# Thomas J. Pickard
Thomas J. Pickard (6. leden 1950, Woodside, Queens, New York, USA) je bývalý ředitel FBI.

## Život
Vystudoval Saint Francis College v Brooklynu, a St. John's University Jamaice, Queens.
13. ledna 1975 agent FBI, pobočky New York, roku 1979 Washington D.C., zde vyšetřoval případ ABSCAM
Červenec 1980 inspektor v oddělení vyšetřování na ředitelství FBI, říjen 1984 vrací se do města New York zástupce odpovědného agenta pro oddělení zločinů v bílých límečcích.
Vedl vyšetřování útoku na WTC v roce 1993, v červnu 1996 byl u vyšetřování bombového útoku na let TWA Flight 800.
10. září 1996 jej ředitel FBI Louis Freeh jmenoval náměstkem ředitele pro pobočku Washington, D.C.
Dne 2. února 1998 byl jmenován náměstkem ředitele v kriminální vyšetřovacím oddělení.
1. listopadu 1998 byl jmenován zástupcem ředitele FBI.
25. července 2001 byl jmenován do funkce prozatímního ředitele FBI, funkci vykonával do 4. září 2001 kdy složil přísahu nový ředitel FBI Robert Mueller.
| Ředitel FBI             | Ředitel FBI                                                   | Ředitel FBI              |
| ----------------------- | ------------------------------------------------------------- | ------------------------ |
| Předchůdce: Louis Freeh | 25. července 2001 – 4. září 2001,prozatímní Thomas J. Pickard | Nástupce: Robert Mueller |